# Prontosil
Il Prontosil (nome IUPAC: 4-[(2,4-diamminofenil) azo]benzenesulfonammide) è stato il primo chemioterapico antibatterico disponibile in commercio, sviluppato da un gruppo di ricerca ai laboratori della Bayer in Germania. 
La molecola, in primo luogo sintetizzata dai chimici Josef Klarer e Fritz Mietzsch della Bayer, fu trovata efficace contro alcune infezioni batteriche importanti nei topi da Gerhard Domagk, che nel 1939 fu insignito del Premio Nobel per la medicina. 
Il Prontosil fu il risultato di cinque anni di ricerche e di prove che coinvolsero migliaia di sostanze chimiche. Le prove definitive furono effettuate nel 1932, ma i risultati non furono pubblicati fino al 1935, dopo che la I.G. Farben ne ottenne il brevetto. 
Un gruppo di ricerca dell'Istituto Pasteur, comprendente fra gli altri Daniel Bovet, Federico Nitti e Jacques e Thérèse Tréfouël, dimostrò che il Prontosil, un colorante azoico rosso, viene metabolizzato nel corpo con una reazione di azoriduzione liberando 1,2,4-triaminobenzene e para-amino benzensulfonamide, una solfanilammide che rappresenta la specie battericida effettiva. Tale processo viene chiamato "bioattivazione"; il Prontosil non è in sé un farmaco, ma un "precursore" del farmaco effettivo, ovvero un profarmaco.
La solfanilammide attiva non è una molecola particolarmente costosa o difficile da produrre; il successo commerciale del Prontosil venne quindi presto offuscato dagli altri sulfamidici, e successivamente dalla penicillina. Rimasto sul mercato fino agli anni sessanta, ha rappresentato un punto di svolta nella ricerca farmaceutica e nella storia medica.